# Omelette de la mère Poulard
Pour les articles homonymes, voir Omelette et Poulard.
L’omelette de la mère Poulard est une spécialité culinaire traditionnelle de la cuisine normande, créée par la mère Poulard (1851-1931) pour son auberge du Mont-Saint-Michel, à base d'omelette soufflée aux œufs frais et beurre salé de Normandie, quelquefois additionnée de crème fraîche, généreuse, baveuse et très aérée, cuite au feu de bois de cheminée, et dégustée dans le cadre du Mont-Saint-Michel.

## Histoire
La mère Poulard crée cette spécialité normande réputée (tenue secrète) de son auberge « Hostellerie de la Tête d'or » de 1873 du Mont-Saint-Michel, puis de « À l'omelette renommée de la mère Poulard » ouverte en 1888, plat facile, copieux, savoureux et rapide à préparer à toute heure pour les innombrables pèlerins de ce haut lieu touristique mondial, arrivés, à l'époque, à toute heure au gré des marées basses . « On ne peut se rendre au Mont-Saint-Michel sans aller goûter l'omelette » lit-on dans les gazettes parisiennes. Bientôt, on accourt, anonymes et hôtes illustres, princes et rois, diplomates et savants, hommes politiques et vedettes se pressent près de l'âtre des Poulard.

### Une bonne omelette classique

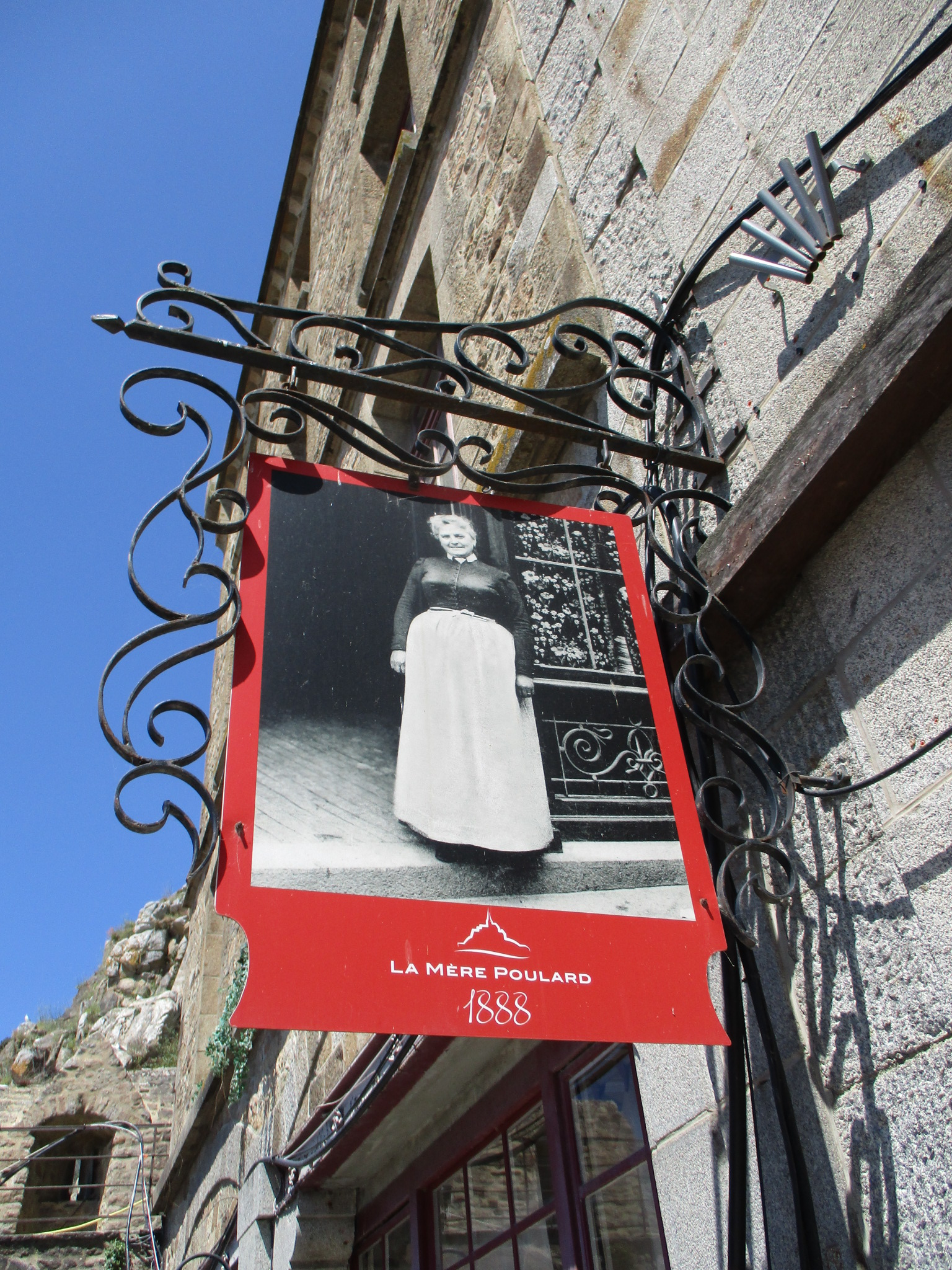
Auberge « La Mère Poulard » du Mont-Saint-Michel.

Selon l'historien André Castelot (1979), le secret culinaire de cette omelette réside « principalement dans l'emploi d'une poêle à long manche placée sur un bon feu de bois. De ce fait l'omelette cuit de tous les côtés ». Il poursuit : « on a parlé de quelques blancs d'œufs battus en neige et ajoutés aux œufs entiers », « d'un verre de crème dans les œufs ». À l'origine il ne s'agit pas d'une omelette soufflée.
Ces omelettes aux blancs en neige serait inspirées selon le célèbre critique gastronomique Curnonsky, d'une recette du roman La Rabouilleuse (1842) d'Honoré de Balzac : « Il a découvert que l'omelette était beaucoup plus délicate quand on ne battait pas le blanc et les jaunes ensemble avec la brutalité que les cuisinières mettent à cette opération. On devait, selon lui, faire arriver le blanc à l'état de mousse, y introduire par degré le jaune… » (Un ménage de garçon, chapitre V, Horrible et vulgaire histoire). En réalité les omelettes avec apport de blanc en neige sont une vieille tradition déjà citée par les auteurs culinaires Menon (1742), ou Pierre-Joseph Buc'hoz (1780),. Dans la cuisine genevoise c'est une omelette au plat déjà en 1814. Auguste Escoffier (1934) nomme une omelette dans laquelle entre du blanc en neige omelette mousseline. 

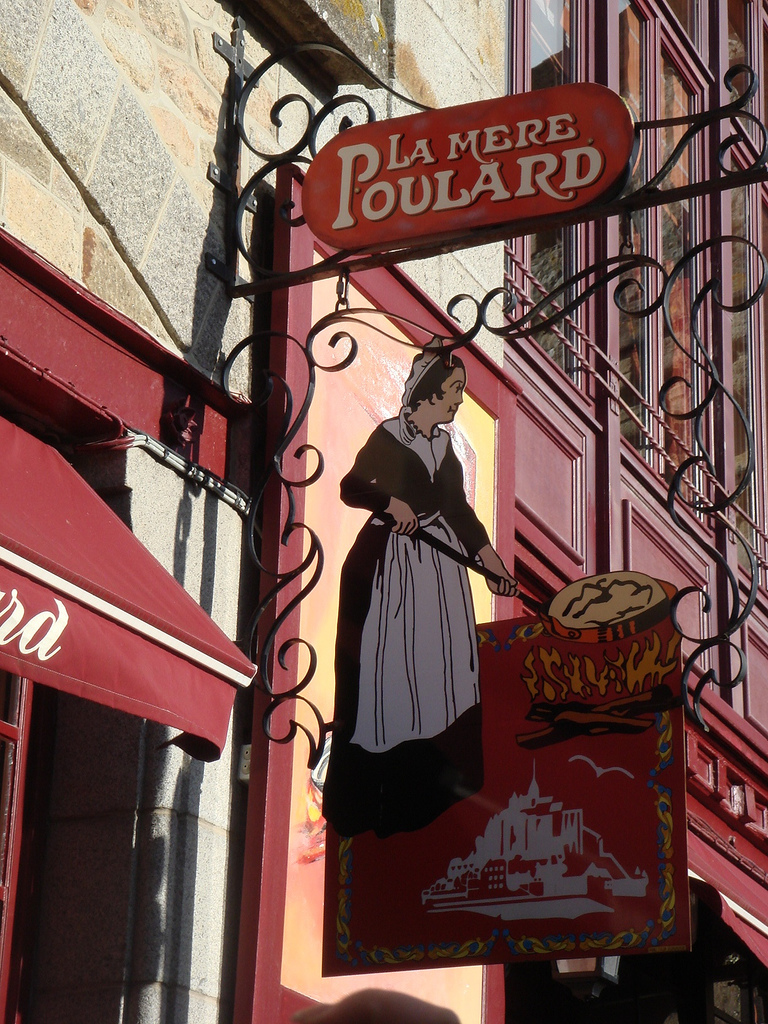

Le restaurateur parisien Robert Viel a évoqué cette omelette dans son livre de recettes :

### Notoriété, célébrité

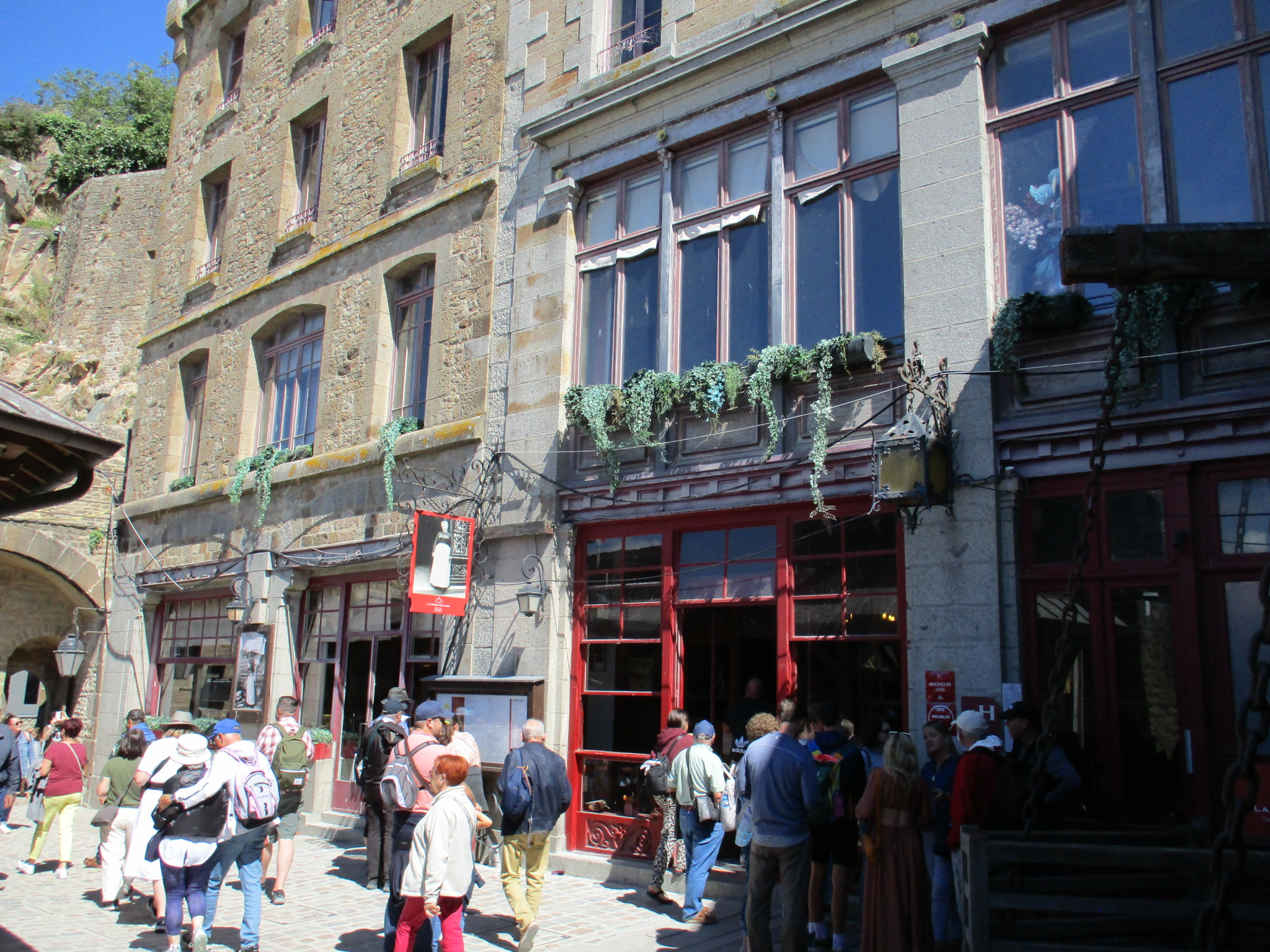
Auberge « La Mère Poulard » du Mont-Saint-Michel.

En 1884, le journaliste Jules Prével écrit dans son journal Le Figaro qu'il existe au Mont-Saint-Michel d'autres merveilles tout aussi inoubliables : les omelettes de Mme Poulard. Rapidement c'est la célébrité. Le Figaro propose alors de renommer le mont Saint-Michel « Mont Poulard » (1890). En 1888, Mme Poulard fait 40 omelettes de 30 œufs chaque jour, succès qui la contraint à déménager, la maison perd son caractère d'auberge et un concurrent, M. Larroumet, s'installe dans son ancien local tandis que la dissension durable s'installe dans la famille Poulard. L'animosité est entendue jusqu'au parlement de Paris qui intervient dans la restauration du Mont Saint Michel. En 1889, la maison Poulard Ainé (« Maison de 1er ordre, réputée pour sa bonne tenue et l'affabilité de ses propriétaires renommée pour la délicieuse omelette de Mme Poulard aîné ») est contrainte à la publicité. Ce qui augmente encore la notoriété: « on trouvera bientôt des omelettes Poulard au sommet de l'Elbrouz » (1893). 

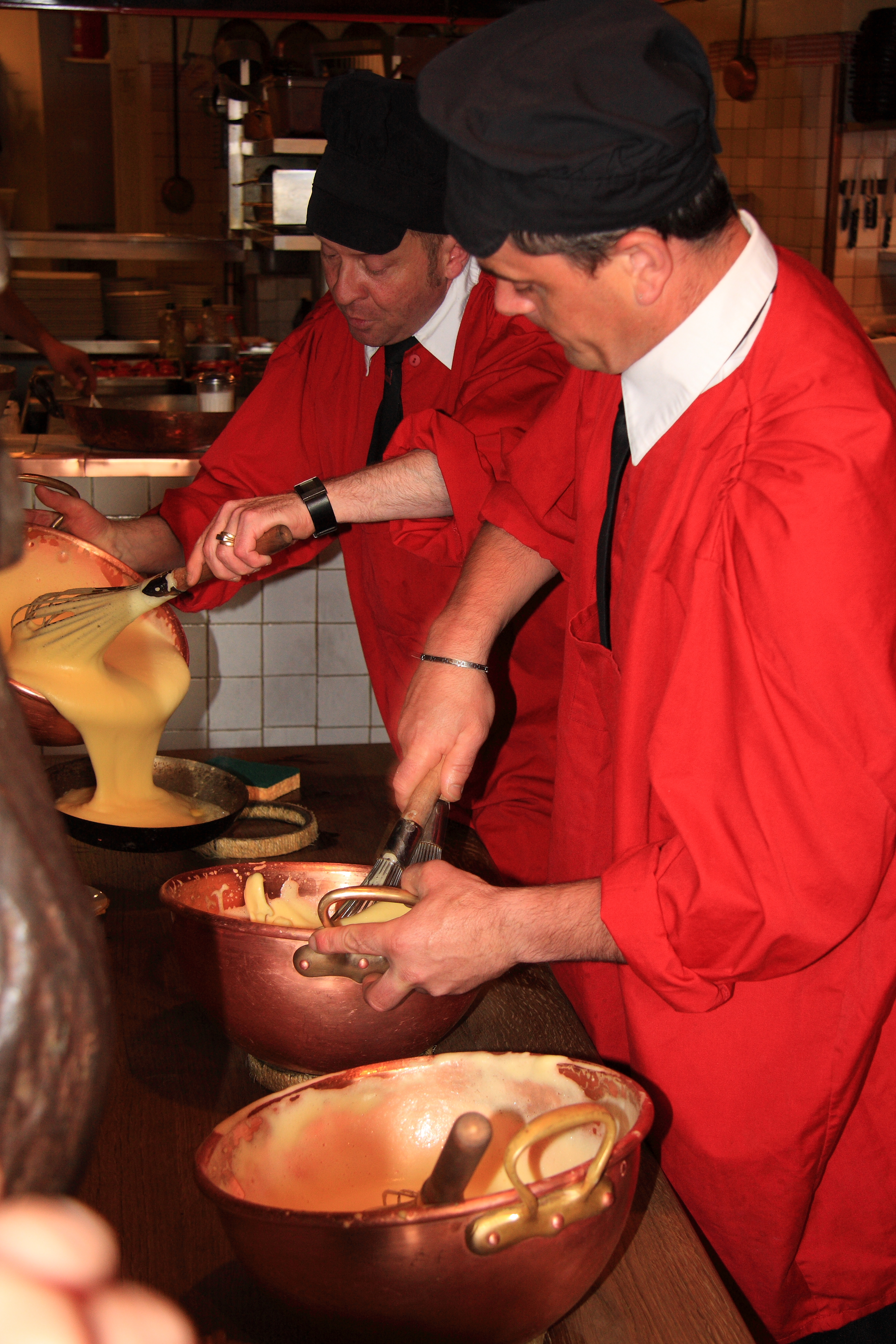
Préparation de l'omelette vigoureusement battue en cul de poule.

À la fin du siècle, l'omelette Poulard est connue hors de Normandie. 

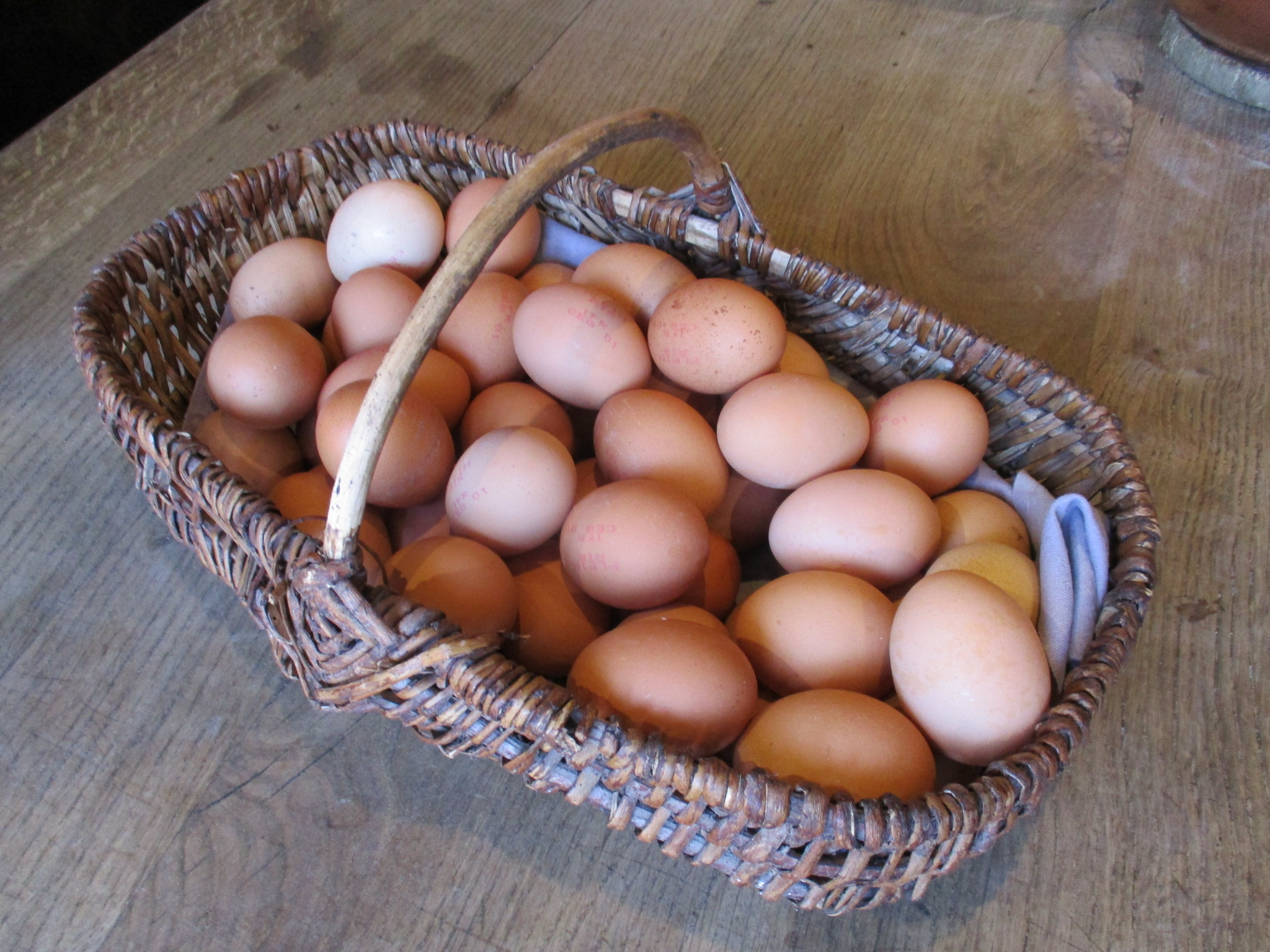
Quelques œufs frais de Normandie.

L'expression mère Poulard apparaît en 1920. L'omelette de la mère Poulard est à sa notoriété maximale dans l'apogée gastronomique (1921-1936) avant un nouveau sommet en 2013. Au point qu'elle devient un rituel voire un luxe : « ...l'auberge de la mère Poulard si renommée pour ses omelettes. Mais Yves ne s'arrêta pas là. Il n'était pas avare, mais seul, il ne voulait pas payer trois fois sa valeur une omelette » (1938). Le dessinateur et scénariste Christophe la mentionne dans les aventures de La Famille Fenouillard, lors de son passage au Mont-Saint-Michel. 

## L'omelette de la mère Poulard actuelle
Sa préparation fait l'objet à ce jour d'un spectacle touristique à l'entrée de l'auberge « La Mère Poulard » : des batteurs en costume traditionnel perpétuent la technique historique de la Mère Poulard, en fouettant longuement des œufs en rythme d'un tempo mélodieux et entraînant, pour y incorporer un maximum d'air, avec un long fouet dans un grand cul de poule en cuivre. Puis elles sont cuites au beurre salé dans des poêles à long manche au feu de bois. Elles peuvent être nature, ou agrémentées de légumes, champignon, lard, pomme de terre, saumon, ou coquille Saint-Jacques… 

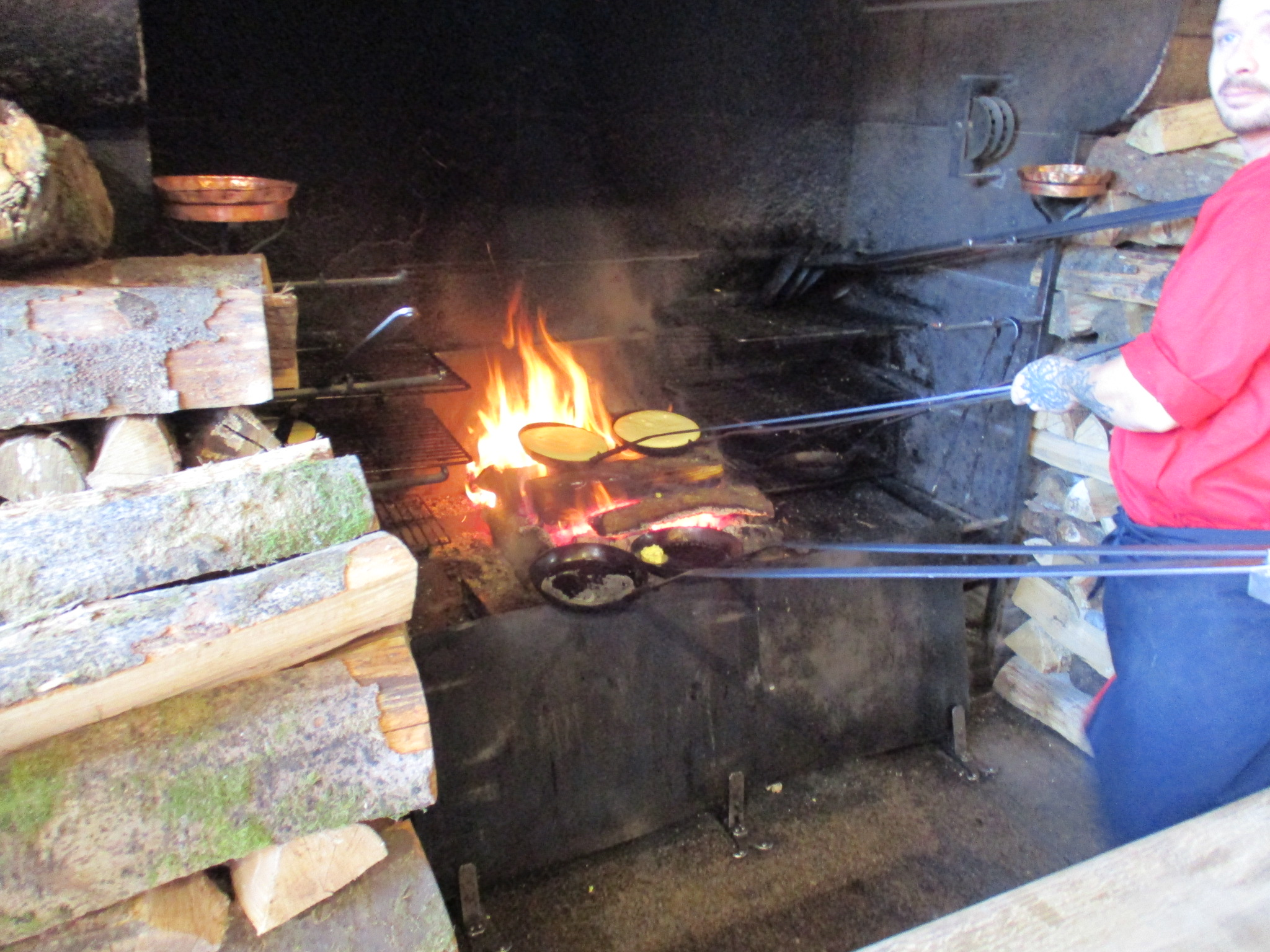
Cuisson traditionnelle à la poêle à long manche, au feu de bois.

Frederick Elles et Sacha Sosno dans leur 99 Omelettes originales donnent une recette personnelle d'Omelette à la poulard (1976).